# World Council of Arameans
World Council of Arameans (WCA) (tidigare: Syriac Universal Alliance) bildades 1983 i New Jersey, USA. Det är en etnisk arameisk paraplyorganisation för det folket som kallar sig för araméer (även känd som en minoritet kallad "syrianer") och även för alla organisationer i världen som identifierar sig med araméerna.
WCA är och verkar som paraplyorganisation samt är det högsta beslutande organet bland de arameiska (syrianska) förbunden i världen.

## WCA:s styrelse
- President: : Johny Messo (Nederländerna)
- Vice President: Daniel Gabriel (Australien/Storbritannien)
- Generalsekreterare: Philip Hanna (Australien/Storbritannien)
- Finansdirektör: Daniel Aksan (Nederländerna/Storbritannien)
- Kulturdirektör: Sabo Hanna (Tyskland)
- PR- och mediadirektör: Simon Marogi (Tyskland)
- Vice PR- och mediadirektör: Barum Mrad (Schweiz/Storbritannien)[2]

## WCA:s uppdrag
"The World Council of Arameans (Syriacs) finns för att säkerställa de skydds-, rättighets-, frihets- och jämställdhetskrav som åberopas av den arameiska folkgruppen. Man ska beskydda och förorda det arameiska kulturarvet, säkerställa rättvisa och förena hela folkgruppen till en självbestämmande och internationellt erkänd arameisk nation."

## Medlemsförbund
WCA:s nuvarande medlemsförbund och föreningar är följande:
- Syriac Federation of Sweden = Syrianska Arameiska Riksförbundet i Sverige (SRF)
- Syriac Association of Australia
- Aramaic American Association
- Federation of Arameans in Belgium
- Syriac Association of Vienna, in Austria
- Federation of Arameans (Suryoye) in The Netherlands
- Federation of Arameans in Germany
- Federation of Arameans (Syriacs) in Switzerland
- Aramean Association of the United Kingdom